# Tour do Azerbaijão
O Tour do Azerbaijão (oficialmente: Tour d'Azerbaïdjan)  é uma corrida ciclista por etapas azeri que se disputa no mês de maio.
Começou-se a disputar em 2012 com o nome oficial de Heydar Aliyev Anniversary Tour (devido ao aniversário do nascimento do expresidente Heydər Əliyev) fazendo parte do UCI Europe Tour, dentro da categoria 2.2U (última categoria do profissionalismo limitada a corredores sub-23). Em 2013 alterou para seu nome actual alterado para categoria 2.2 (igualmente última categoria do profissionalismo mas sem limitação de idade), e em 2014 ascendeu à categoria 2.1.
Apesar do seu nome não deve confundir com outra corrida corrida ciclista por etapas que se disputava no Irão desde 1986 chamada inicialmente Azerbaijão Tour e desde 2013 como Tour do Irão-Azerbaijão fruto da sua fusão com o International Presidency Tour.

## Palmarés
| Ano                            | Vencedor            | Segundo               | Terceiro             |
| ------------------------------ | ------------------- | --------------------- | -------------------- |
| Heydar Aliyev Anniversary Tour |                     |                       |                      |
| 2012                           | Youcef Reguigui     | Kirill Yatsevich      | Bakhtiyar Kozhatayev |
| Tour d'Azerbaïdjan             |                     |                       |                      |
| 2013                           | Serhiy Grechyn      | Oleksandr Surutkovych | Bakhtiyar Kozhatayev |
| 2014                           | Ilnur Zakarin       | Vitaliy Buts          | Darren Lapthorne     |
| 2015                           | Primož Roglič       | Jasper Ockeloen       | Matej Mugerli        |
| 2016                           | Markus Eibegger     | Rinaldo Nocentini     | Nikita Stalnow       |
| 2017                           | Hermann Pernsteiner | Oleksandr Polivoda    | Mykhaylo Kononenko   |

Nota: Em 2017, Kiril Pozdniakov foi inicialmente o vencedor, mas foi desclassificado por doping.

## Palmarés por países
| País      | Vitórias |
| --------- | -------- |
| Áustria   | 2        |
| Argélia   | 1        |
| Ucrânia   | 1        |
| Rússia    | 1        |
| Eslovênia | 1        |